# داترآباد
داترآباد (به لاتین: Datterabad) یک روستا در بنگلادش است که در استان باریسال و در ناحیه باریسال واقع شده است.